# Stash
Stash — музичний мініальбом гурту Cypress Hill. Виданий 2002 року лейблами Ruffhouse і Columbia Records. Альбом відносять до напрямку реп.

### Список пісень
1. Amplified
2. Illusions
3. Checkmate
4. Tequila Sunrise
5. Rap Superstar
6. Highlife